# 埃及鰨
埃及鰨為輻鰭魚綱鰈形目鰨亞目鰨科的其中一種，為亞熱帶魚類，分布於地中海，從埃及、亞德里亞海至突尼西亞海域，體長可達65公分，棲息在沿岸軟底質底層水域，以底棲性無脊椎動物為食，生活習性不明，可作為食用魚。